# Anopheles pilinotum
Anopheles pilinotum är en tvåvingeart som beskrevs av Bruce A. Harrison och John E. Scanlon 1974. Anopheles pilinotum ingår i släktet Anopheles och familjen stickmyggor. Inga underarter finns listade i Catalogue of Life.